# Hieracium albaticeps
Hieracium albaticeps es una especie de planta con flor del género Hieracium, de la familia Asteraceae, orden Asterales.

## Distribución
Hieracium albaticeps se distribuye por Noruega.

## Taxonomía
Fue descrita científicamente por Omang. Fue publicada en Vid.-Selsk. Skr., Kristiania, Mat.-Nat. 1911 6: 200.